# 米氏新臂鮃
米氏新臂鮃為輻鰭魚綱鰈形目鰈亞目無臂鮃科的其中一種，為溫帶海水魚，分布於三大洋南極圈海域，棲息深度100-1000公尺，體長可達57公分，棲息在底層水域，生活性不明。